# Alfa Romeo 147
Alfa Romeo 147, personbilsmodell från Alfa Romeo
Alfa Romeo 147 utsågs till Årets bil 2001. Den ersatte Alfa Romeo 145. Alfa Romeo förde vidare den moderna Alfa-designen med starka retroinslag, som skapats i och med Alfa Romeo 156.
Inför modellåret 2005 genomgick modellen en ansiktslyftning.  Under 2010 avlöstes 147:an av Alfa Romeo Giulietta,fortfarande med Pininfarinas stuk på grillen från Lancia Aurelia.

## Teknik
Modellen fanns i 3- och 5-dörrars version med följande motoralternativ:
- 1,6 liters 4-cylindrig radmotor med 105 eller 120 hk
- 2,0 liters 4-cylindrig radmotor med 150 hk
- 3,2 liters 6-cylindrig v-motor med 250 hk (endast specialmodellen 147GTA)

Som tillval fanns även den halvautomatiska växellådan Selespeed.
Golfklassmodellen från 2005 med något trånga interiöra utrymmen fanns med tre bensinmotorer och en dieselmotor.